# والریا برتوچلی
والریا برتوچلی (انگلیسی: Valeria Bertuccelli؛ زادهٔ ۳۰ نوامبر ۱۹۶۹ میلادی) بازیگر و کارگردان ایتالیایی‌تبار اهل آرژانتین است.
از فیلم‌ها یا برنامه‌های تلویزیونی که وی در آن نقش داشته‌است، می‌توان به ایکس‌ایکس‌وای، ماه آویاندا، بیوه‌ها و ارماناس اشاره کرد.